# Ulla Akselson
Ulla Mariana Akselson, född 23 november 1924 i Solna församling, död 20 februari 2007 i Engelbrekts församling, Stockholm, var en svensk skådespelare.
Efter en tid hos bland andra Per-Axel Branner på Nya teatern i Stockholm verkade Akselson vid de flesta av landets stadsteatrar. Till Göteborgs stadsteater kom hon 1973 och till Stockholms stadsteater 1980. Hon regisserade revyn Lusthuset på Intiman i Stockholm 1984. Sin filmdebut hade hon 1946. Hon medverkade även i den första panelen i det klassiska radioprogrammet På minuten från Malmö.[källa behövs]
Akselson var gift första gången 1949–1958 med skådespelaren Palle Granditsky med vilken hon fick dottern Tove Granditsky. Andra gången var hon gift 1961–1970 med skådespelaren Carl-Åke Eriksson. Sedan återtog hon namnet Akselson. Hon är begravd på Galärvarvskyrkogården i Stockholm.

## Filmografi
- 1946 – Iris och löjtnantshjärta
- 1946 – Barbacka
- 1948 – Var sin väg
- 1962 – Arvtagerskan
- 1963 – Barnvagnen
- 1963 – Societetshuset (TV-serie)
- 1963 – Trämålning (TV-teater)
- 1966 – Här har du ditt liv
- 1966 – Andersson, Pettersson och Lundström (TV-film)
- 1968 – Något att tala om i framtiden
- 1971 – Broster Broster (TV-serie)
- 1973 – N.P. Möller, fastighetsskötare (TV-serie)
- 1974 – Albert & Herbert (TV-serie)
- 1974 – Jourhavande (TV-serie)
- 1975 – Alla ungar under vingarna
- 1976 – De lyckligt lottade (TV-serie)
- 1976 – Raskens (TV-serie)
- 1976 – Hem till byn (TV-serie) (till och med 2006)
- 1976 – Väninnorna
- 1977 – Soldat med brutet gevär (TV-serie)
- 1978 – Skyll inte på mig (TV-serie)
- 1979 – Mor gifter sig (TV-serie)
- 1980 – Styv kuling (TV-serie)
- 1981 – Dagar i Gdansk
- 1981 – Ett solklart fall
- 1981 – Skärp dig, älskling! (TV-serie)
- 1982 – Zoombie (TV-serie)
- 1986 – Kunglig toilette
- 1987 – Träff i helfigur (TV-serie)
- 1988 – Sarkofagen (TV-program)
- 1989 – Tre kärlekar (TV-serie)
- 1990 – Fiendens fiende (TV-serie)
- 1991 – Storstad (TV-serie)
- 1992 – Första kärleken (TV-serie)
- 1993 – Snoken (TV-serie)
- 1993 – Brandbilen som försvann
- 1997 – Chock 5 – Helljus (kortfilm)
- 1997 – Pelle Svanslös (TV-serie)
- 1998 – Skärgårdsdoktorn (TV-serie)
- 1998 – S:t Mikael (TV-serie)
- 1999 – Fatimas tredje hemlighet (kortfilm)
- 2002 – Familjen (TV-serie)
- 2007 – Se upp för dårarna

## Teaterroller
| År   | Roll             | Produktion | Regi                          | Teater                           |
| ---- | ---------------- | --- | ----------------------------- | -------------------------------- |
| 1946 | Katharina Binder | Älskog (Liebelie) Arthur Schnitzler | Tord Stål                     | Nya Teatern                      |
| 1946 |                  | 9 till 6 (Nine Till Six) Aimée Stuart och Philip Stuart | Tord Stål                     | Nya Teatern                      |
| 1949 | Tvätterska 2     | Yerma Federico García Lorca | Per-Axel Branner              | Nya Teatern                      |
| 1950 |                  | Julia i farten Sigge Fischer | Sigge Fischer                 | Tantolundens friluftsteater      |
| 1951 | Marian Almond    | Arvtagerskan (The Heiress) Ruth och Augustus Goetz | Per-Axel Branner              | Riksteatern/ Nya Teatern         |
| 1955 | Ermengarde       | Äktenskapsmäklerskan (The Matchmaker) Thornton Wilder | Olof Thunberg                 | Norrköping-Linköping stadsteater |
| 1955 | Anja             | Körsbärsträdgården (Вишнёвый сад, Visjnjovyj sad ) Anton Tjechov | John Zacharias                | Norrköping-Linköping stadsteater |
| 1955 | Nanette          | Blåjackor (Boys in Blue) Lajos Lajtai och Lauri Wylie | John Zacharias                | Norrköping-Linköping stadsteater |
| 1956 | Malins Maria     | Vår ofödde son Vilhelm Moberg | Kurt-Olof Sundström           | Norrköping-Linköping stadsteater |
| 1956 | Kristoffer Robin | Nalle Puh och hans vänner A.A. Milne | Bertil Norström               | Norrköping-Linköping stadsteater |
| 1956 |                  | Melodi på lergök Lars-Levi Læstadius | John Zacharias                | Norrköping-Linköping stadsteater |
| 1956 | Mirandolina      | Värdshusvärdinnan (La locandiera) Carlo Goldoni | Kurt-Olof Sundström           | Norrköping-Linköping stadsteater |
| 1956 | Mariane          | Tartuffe (Tartuffe, ou l'Imposteur) Molière | John Zacharias                | Norrköping-Linköping stadsteater |
| 1956 | Klärchen         | Vita hästen (Im weißen Rößl) Hans Müller och Ralph Benatzky | John Zacharias                | Norrköping-Linköping stadsteater |
| 1957 | Karin Månsdotter | Gustav Vasa August Strindberg | John Zacharias                | Norrköping-Linköping stadsteater |
| 1957 | Sally Middleton  | Turturduvans röst (The Voice of the Turtle ) John Van Druten | Ingrid Luterkort              | Norrköping-Linköping stadsteater |
| 1957 | Laurel           | Kritträdgården (The Chalk Garden) Enid Bagnold | Ingrid Luterkort              | Norrköping-Linköping stadsteater |
| 1957 |                  | Lysistrate (Λυσιστράτη, Lysistrátē) Aristofanes | Olof Thunberg                 | Norrköping-Linköping stadsteater |
| 1958 | Germaine         | Tredje personen (Monsieur Lamberthier) Louis Verneuil | John Zacharias                | Norrköping-Linköping stadsteater |
| 1958 | Kati, kokerska   | Oh, mein Papa! (Das Feuerwerk) Erik Charell, Jürg Amstein och Paul Burkhard | Albert Gaubier John Zacharias | Norrköping-Linköping stadsteater |
| 1958 | Lady Anne        | Bättre sent än aldrig (It’s never too late) Felicity Douglas | John Zacharias                | Norrköping-Linköping stadsteater |
| 1958 | Evelyne Galuchon | Clérambard Marcel Aymé | Gösta Folke                   | Norrköping-Linköping stadsteater |
| 1959 | Helena           | Thermopyle H.C. Branner | John Zacharias                | Norrköping-Linköping stadsteater |
| 1959 | Troppo           | Ung och grön (Salad Days) Dorothy Reynolds och Julian Slade | Ingrid Luterkort              | Norrköping-Linköping stadsteater |
| 1959 | Gibbosida        | Frestelse (Romancero) Jacques Deval | John Zacharias                | Norrköping-Linköping stadsteater |
| 1960 | Teresa           | Gisslan (The Hostage) Brendan Behan | Lars Barringer                | Norrköping-Linköping stadsteater |
| 1960 | Fjokla           | Giftermålet (Женитьба, Zhenit'ba) Nikolai Gogol | Sture Ericson                 | Norrköping-Linköping stadsteater |
| 1960 | Ophélie          | Luftslott i Sverige (Château en Suède) Françoise Sagan | John Zacharias                | Norrköping-Linköping stadsteater |
| 1960 |                  | Folk och rövare i Kamomilla stad (Folk og røvere i Kardemomme by) Thorbjørn Egner och Bjarne Amdahl                                                                             | Bertil Norström               | Norrköping-Linköping stadsteater |
| 1961 | Tidningsgumman   | Miss 6 Bertil Norström och Gunnar Hoffsten | Jackie Söderman               | Norrköping-Linköping stadsteater |
| 1962 |                  | Tolvskillingsoperan (Die Dreigroschenoper) Bertolt Brecht och Kurt Weill | Gösta Folke                   | Malmö stadsteater                |
| 1963 |                  | Dummerjöns Willy Keidser och Tylle Herlin | Jan Lewin                     | Malmö stadsteater                |
| 1964 |                  | Körsbärsträdgården (Вишнёвый сад, Visjnjovyj sad ) Anton Tjechov | Josef Halfen                  | Malmö stadsteater                |
| 1965 | Bella Manningham | Gasljus (Gas Light) Patrick Hamilton | Palle Granditsky              | Upsala-Gävle stadsteater         |
| 1965 |                  | De vassa palmerna Elsa Grave | Anita Blom                    | Upsala-Gävle stadsteater         |
| 1966 |                  | Mordet på Marat (Die Verfolgung und Ermordung Jean Paul Marats, dargestellt durch die Schauspielgruppe des Hospizes zu Charenton unter Anleitung des Herrn de Sade) Peter Weiss | Jan Lewin                     | Malmö stadsteater                |
| 1969 |                  | Alla har trädgård (Everything in the Garden) Edward Albee | Lennart Olsson                | Malmö stadsteater                |
| 1969 |                  | Drömmen om Amerika Joe Hill | Lennart Olsson                | Malmö stadsteater                |
| 1970 |                  | Tolvskillingsoperan (Die Dreigroschenoper) Bertolt Brecht och Kurt Weill | Lennart Olsson                | Malmö stadsteater                |
| 1980 | Nadezjda         | Fullmakten (Мандат, Mandat) Nikolaj Erdman | Ernst Günther                 | Göteborgs stadsteater            |
| 1980 | Oinone           | Till Fedra Per Olov Enquist | Gunilla Berg                  | Stockholms stadsteater           |
| 1982 | Herma Werdenfels | Agnes Bernauer Franz Xaver Kroetz | Johan Bergenstråhle           | Stockholms stadsteater           |
| 1983 | Meg              | Gisslan (The Hostage) Brendan Behan | Kåre Santesson                | Stockholms stadsteater           |